# James Florio

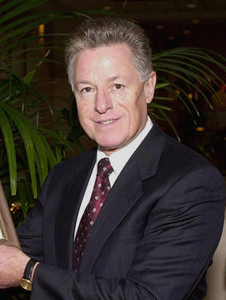

James Joseph Florio (ur. 29 sierpnia 1937 w Nowym Jorku, zm. 25 września 2022) – amerykański polityk, działacz Partii Demokratycznej, prawnik.
Od 1975 do 1990 reprezentował 1. okręg New Jersey w Izbie Reprezentantów Stanów Zjednoczonych (wcześniej zasiadał w niższej izbie parlamentu tego stanu). W latach 1990–1994 pełnił funkcję gubernatora stanu New Jersey.